# Тета Большого Пса
Тета Большого Пса (лат. θ Canis Majoris), 14 Большого Пса (лат. 14 Canis Majoris), HD 50778 — одиночная звезда в созвездии Большого Пса на расстоянии приблизительно 246 световых лет (около 75 парсеков) от Солнца. Видимая звёздная величина звезды — +4,08m. Возраст звезды оценивается как около 10,41 млрд лет.

## Характеристики
Тета Большого Пса — оранжевый гигант спектрального класса K4III или K3/4III. Масса — около 0,95 солнечной, радиус — около 31,91 солнечных, светимость — около 263 солнечных. Эффективная температура — около 4145 К.